# Berry Pomeroy
Pour les articles homonymes, voir Berry (homonymie) et Pomeroy.
Berry Pomeroy est un village et une paroisse civile du Devon, situé dans l'Angleterre du Sud-Ouest. 